# Ofensiva de Riga
La Ofensiva de Riga (en ruso: Рижская наступательная операция; 14 de septiembre - 22 de octubre de 1944) fue una operación ofensiva militar estratégica del Ejército Rojo contra la Wehrmacht alemana durante la Segunda Guerra Mundial, llevada a cabo en Letonia. Es una parte integral de la más amplia Ofensiva del Báltico. Fue llevada a cabo por las fuerzas del Primer, Segundo y Tercer frentes bálticos.

## Antecedentes
Las fuerzas soviéticas habían avanzado hacia la costa del mar Báltico al comienzo de su ofensiva de Tartu y al final de la operación Bagration, desarrollada durante julio y agosto de 1944, y en un momento se habían abierto paso hacia el golfo de Riga. Las victorias de julio fueron muy inesperadas, y en un momento del 31 de julio, el comandante de la 8.º Brigada Mecanizada se comunicó con el cuartel general del cuerpo para notificarles que sus tanques habían llegado a la playa. En un acto inusual, se les ordenó que llenaran varias botellas de agua de mar, las firmaran y las llevaran en avión al Kremlin como prueba de que efectivamente, el Grupo de Ejércitos Norte había sido aislado. 
Durante agosto, el 18.° Ejército alemán había montado un contraataque, la operación Doppelkopf. Al mismo tiempo, la línea alemana Valga-Võrtsjärv, apoyada por los batallones de la milicia local estonia Omakaitse, repelió la fuerte presión de las tropas soviéticas durante la ofensiva de Tartu del Tercer Frente Báltico soviético. El comandante del Grupo de Ejércitos Norte alemán, Ferdinand Schörner, diseñó la operación Aster para realizar una retirada ordenada de sus tropas de Estonia continental. La ofensiva de Riga paralela haría que las fuerzas soviéticas ejercieran más presión sobre el Grupo de Ejércitos Norte, que aún controlaba gran parte de Letonia y Estonia.

## Orden de Batalla

### Ejército Rojo
Tercer Frente Báltico - comandante, coronel general Iván Máslennikov.
- 67.º Ejército - comandante, teniente general Vladímir Romanovski.
- 1.er Ejércitos de Choque - comandante, teniente general Nikanor Zajvataev.[4]
- 54.º Ejército - comandante, teniente general Serguéi Roginski.[5]
- 61.º Ejército - comandante, teniente general, desde el 26 de julio de 1944 coronel general Pável Belov.
- 14.º Ejército Aéreo - comandante, teniente general de aviación Iván Zhuravlev.[6]

Segundo Frente Báltico - comandanteː general de ejército Andrei Yeriómenko.
- 10.º Ejército de la Guardia (7.° Cuerpo de Fusileros de la Guardia, 15.° Cuerpo de Fusileros de la Guardia, 19.º Cuerpo de Fusileros de la Guardia, 78.º Brigada de Tanques) comandante, coronel general Mijaíl Kazakov.
- 3.er Ejército de Choque - comandante, teniente general Nikolái Simoniak.
- 42.º Ejército - comandante, teniente general Vladímir Svirídov.[7]
- 22.º Ejército - comandante, teniente general Gennadi Korotkov.[8]
- 15.º Ejército Aéreo - comandante, coronel general de aviación Nikolái Naumenko.[9]

Primer Frente Báltico - comandante, general de ejército Iván Bagramián.
- 4.° Ejército de Choque - comandante, teniente general Piotr Malishev.[10]
- 43.° Ejército - comandante, teniente general Afanasi Beloborodov.
- 51.º Ejército - comandante, teniente general Yákov Kreizer.[11]
- 6.º Ejército de la Guardia - comandante, coronel general Iván Chistiakov.
- 2.do Ejército de la Guardia - comandante, teniente general Porfiri Chanchibadze.[12]
- 5.º Ejército de Tanques de la Guardia - comandante, coronel general de blindados Vasili Volski
- 3.er Ejército Aéreo - comandante, teniente general de aviación Nikolái Papivin.[13]

### Wehrmacht
Grupo de Ejércitos Norte - comandante, coronel general Ferdinand Schöerner.
- 18.º Ejército - comandante, general Ehrenfried-Oskar Boege
- 16.º Ejército - comandante, general Carl Hilpert
- 3.er Ejército Panzer (desde el 20 de septiembre en el Grupo de Ejércitos Norte) - comandante, general Erhard Raus
- Unidades de la Omakaitse  (la Guardia Nacional estonia).

## Batalla
Las fuerzas soviéticas lanzaron un feroz ataque sobre el eje de Riga el 14 de septiembre de 1944. En 4 días, el 16° Ejército alemán había sufrido graves daños, mientras que en el sector del 18° Ejército, diez de las dieciocho divisiones alemanas se habían reducido al nivel de Kampfgruppe. En el segmento norte ubicado a lo largo del lago Võrtsjärv y los ríos Väike Emajõgi y Gauja, el Tercer Frente Báltico soviético atacó al XXVIII Cuerpo de Ejército alemán respaldado por batallones Omakaitse. En feroces batallas, las unidades alemanas y estonias mantuvieron sus posiciones.

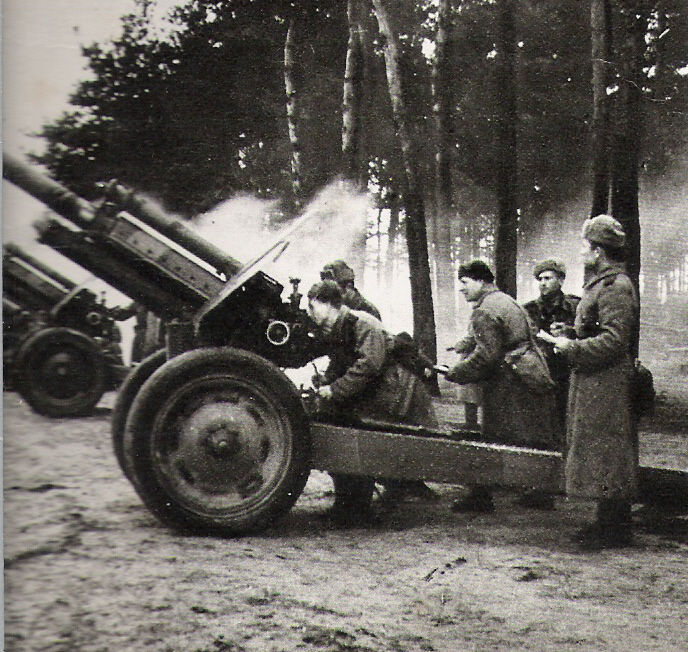
Artillería soviética en acción

Desde el sur, protegiendo el ala izquierda del dispositivo soviético, el Primer Frente Báltico de Bagramián avanzó directamente sobre Riga con el 43.er Ejército y el 4.º Ejército de Choque soviéticos. El 22 de septiembre, las fuerzas de Bagramián tomaron Badone, a treinta kilómetros al sur de Riga amenazando los accesos a la propia Riga, donde el X Cuerpo alemán había sido destrozado. El Segundo Frente Báltico del general Andrei Yeriómenko y el Tercer Frente Báltico del general Iván Maslennikov se unieron al avance; el primero atacó hacia el oeste en dirección a Riga y el segundo desde el noroeste, tomando Valga y Valmiera con el 1.er Ejército de Choque del teniente general  Nikanor Zajvataev. A la izquierda de este ejército el 67.º Ejército tomó Mazsalaca el 25 de septiembre y continuó avanzando hacía el golfo de Riga.
El general Ferdinand Schöerner, nuevo comandante del Grupo de Ejércitos Norte, reconociendo que su posición en Estonia y Letonia eran insostenible y que el estrecho corredor que comunicaba su grupo de ejército con el resto de fuerzas alemanas podía ser cortado en cualquier momento por un ataque soviético, comenzó a trasladar sus divisiones a la península de Curlandia, con la intención de acortar el frente y retirarse de Riga. 
Para finales de septiembre el Segundo Frente Báltico y el Tercer Frente Báltico se aproximaban a Riga, y el Primer Frente Báltico había rechazado los contraataques alemanes llevados a cabo por el XXXIX Cuerpo Panzer perteneciente al 3.er Ejército Panzer, colocado temporalmente bajo el mando del general Ferdinand Schoerner. y tomado Jelgava y Dobele, amenazando Riga desde el surː Sin embargo la Wehrmacht había establecido sólidas posiciones defensivas en las afueras de la ciudad.
Enfrentado a esta realidad, la Stavka había estado preparando un nuevo eje de ataque al amparo de un nuevo impulso hacia Riga, y el nuevo plan se presentó en una directiva del 24 de septiembre. El 27 de septiembre, el 16.º Ejército comenzó a informar de un intenso tráfico soviético alejándose de su frente, hacia el suroeste. De hecho, varias unidades importantes soviéticas (en particular, el 4.º Ejército de Choque y el 51.º Ejércitos) se estaban desplazando hacia el sur en preparación para un gran avance hacia el oeste, en dirección a Memel por el Primer Frente Báltico. La inteligencia alemana detectó el movimiento de varios de los ejércitos involucrados, pero no supo deducir su destino ni sus intenciones.
La ofensiva resultante, la batalla de Memel, se lanzó el 5 de octubre; El Primer Frente Báltico de Iván Bagramián destrozó al 3.º Ejército Panzer, cortando finalmente la conexión terrestre entre el Grupo de Ejércitos Centro y el Grupo de Ejércitos Norte. Las fuerzas de Schoerner, en los alrededores de Riga y en Curlandia ahora estaban aisladas.

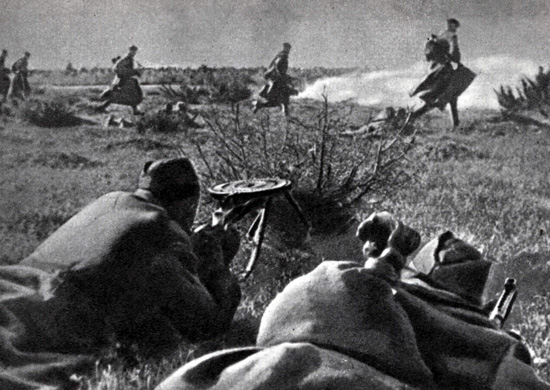
Infantería soviética en combate cerca de Riga

El 9 de octubre, Schöerner señaló que atacaría hacia Memel y trataría de restablecer la conexión terrestre si se podía evacuar Riga.  Las fuerzas soviéticas avanzaban de nuevo en las afueras de Riga, y el 10 de octubre, la ciudad ya estaba dentro del alcance del fuego de artillería. Dejando atrás la 227.º División de Infantería y parte de la artillería de la 6.º División Antiaérea Motorizada, como fuerza de cobertura, el 18.º Ejército se retiró de Riga hacia Curlandia, destruyendo puentes en su retirada, el 13 de octubre, las tropas soviéticas ocuparon la parte de la margen derecha de Riga, y el 15 de octubre, cruzando el río Daugava, capturando la ciudad completamente.
El 16 de octubre, el Tercer Frente Báltico se disolvió, sus tropas fueron trasladadas al Primer y Segundo frentes Bálticos, así como al Frente de Leningrado. Las tropas del Segundo Frente Báltico, continuaron la ofensiva, alcanzaron la línea defensiva alemana en Tukum el 22 de octubre, y junto con las tropas del Primer Frente Báltico bloquearon a los restos del Grupo de Ejército Norte en la península de Curlandia. La aviación y los submarinos de la Flota del Báltico con sus acciones en el golfo de Riga dificultaron el abastecimiento, el reagrupamiento y la evacuación de las tropas alemanas cercadas, formando el llamado caldero de Curlandia.

## Conclusión
Como resultado de la operación, las tropas soviéticas liberaron casi por completo el territorio de Letonia de las tropas alemanas, y además los restos del Grupo de Ejército Norte quedaron cercados en la Bolsa de Curlandia, donde permanecerían aislados hasta el final de la guerra.